# Anisol

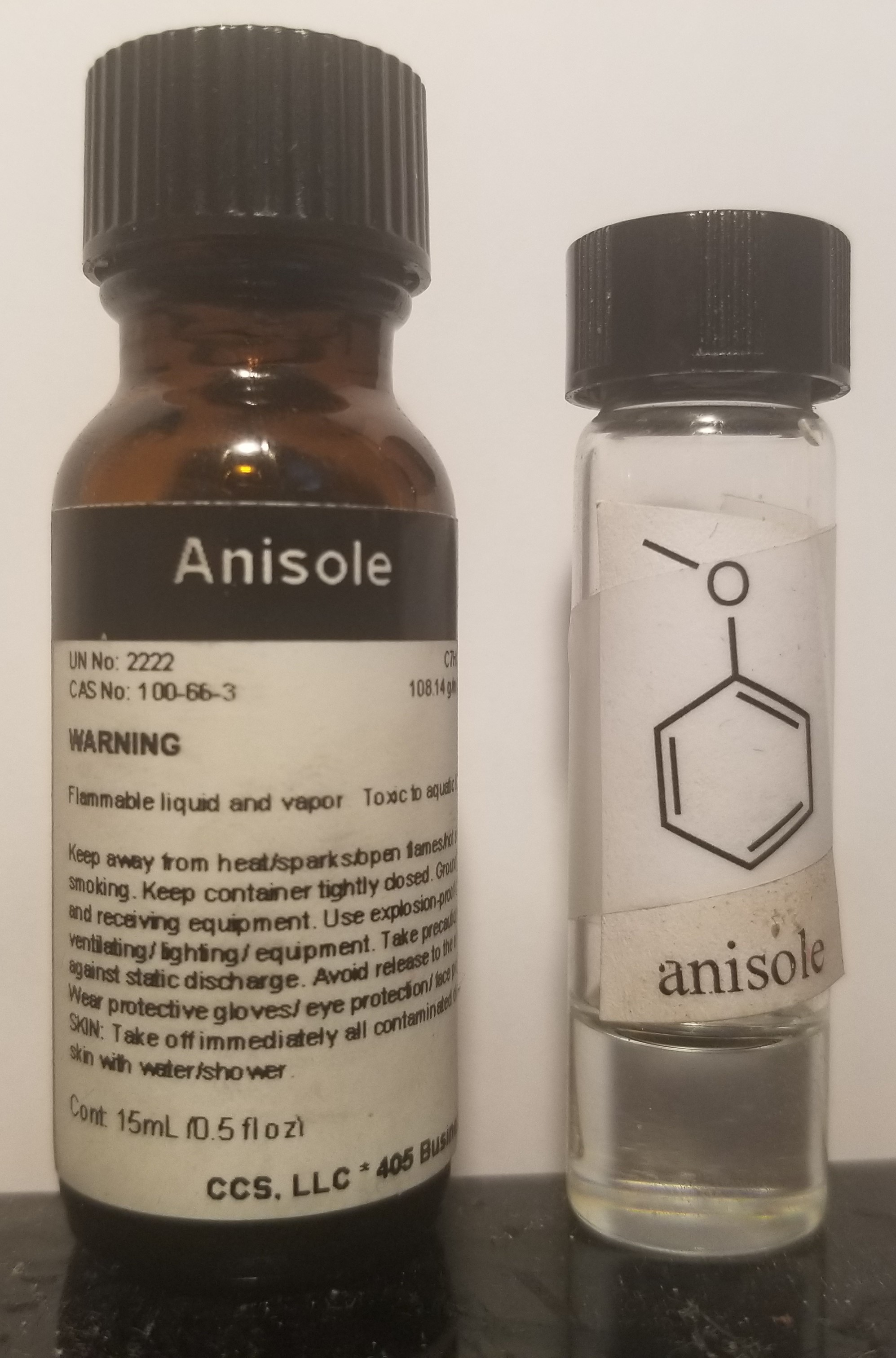
Lahvička s anisolem.

Anisol (též fenylmethylether; systematický název methoxybenzen) je organická sloučenina se vzorcem CH3OC6H5. Je to bezbarvá kapalina s vůní připomínající anýz; mnoho derivátů anisolu se skutečně používá v různých přírodních i umělých vůních. Většina anisolu se vyrábí synteticky a využívá se jako surovina v organické syntéze.

## Příprava
Anisol se připravuje Williamsonovou syntézou etherů, kdy reaguje fenolát sodný s brommethanem a podobnými methylačními činidly:
C6H5O−Na+ + CH3Br → CH3OC6H5 + NaBr

## Reaktivita
Anisol podléhá elektrofilní aromatické substituci mnohem rychleji než benzen, který je na ni zase náchylnější než nitrobenzen. Methoxyskupina je řídicí skupina ortho/para, což znamená, že elektrofilní substituce probíhá přednostně na těchto třech pozicích. Silnější nukleofilie anisolu oproti benzenu odráží vliv methoxyskupiny, která činí benzenový kruh bohatším na elektrony. Tato skupina silně ovlivňuje pí-oblak kruhu, mnohem více než jak činí indukční efekt elektronegativního kyslíku.
Demonstrací nukleofilicity je například reakce anisolu s anhydridem kyseliny octové na 4-methoxyacetofenon:
CH3OC6H5 + (CH3CO)2O → CH3OC6H4C(O)CH3 + CH3CO2H
Na rozdíl od většiny acetofenonů, avšak v logickém důsledku vlivu methoxyskupiny, podléhá methoxyacetofenon druhé acetylaci. Bylo předvedeno mnoho podobných reakcí. Například P4S10 převádí anisol na Lawessonovo činidlo, [(CH3OC6H4)PS2]2.
Etherová vazba je velmi stabilní, methylovou skupinu však lze odstranit kyselinou jodovodíkovou:
CH3OC6H5 + HI → HOC6H5 + CH3I

## Použití
Anisol je prekurzor pro výrobu parfémů, hmyzích feromonů a léčiv. Například syntetický anetol (sloučenina přirozeně obsažená v anýzu) se vyrábí právě z anisolu.

## Bezpečnost
Anisol je relativně netoxický, LD50 pro potkany je 3 700 mg/kg. Hlavním nebezpečím je hořlavost.